# Otto Christman
Otto Christman (Orillia, 21 de fevereiro de 1880 - 26 de setembro de 1963) foi um futebolista canadense, campeão olímpico.
Otto Christman competiu nos Jogos Olímpicos de Verão de 1904 em St Louis. Ele ganhou a medalha de ouro como membro do Galt F.C., que representou o Canadá nos Jogos.